# Yoakum megye
Yoakum megye az Amerikai Egyesült Államokban, azon belül Texas államban található. Megyeszékhelye Plains, legnagyobb városa Denver City. Lakosainak száma 7694 fő (2020. április 1.). Yoakum megye Cochran, Gaines, Terry, Hockley és Lea megyékkel határos.

## Népesség
A megye népességének változása:
| Lakosok száma | 7844 | 7992 | 8060 | 8184 | 8546 | 8568 | 7694 |
|               | 2010 | 2011 | 2012 | 2013 | 2015 | 2017 | 2020 |